# Супрасль (гміна)
Гміна Супрасль (пол. Gmina Supraśl) — місько-сільська гміна у східній Польщі. Належить до Білостоцького повіту Підляського воєводства.
Станом на 31 грудня 2011 у гміні проживало 13923 особи.
Згідно з розпорядженням Ради міністрів, прийнятим 1 жовтня 2024 року, 1 січня 2025 року від гміни Супрасль відділилася гміна Грабівка.  До новоутвореної гміни відійшли села Генриково, Грабівка, Засцянкі, Соболево та Совляни.

## Територія
Згідно з даними за 2007 рік площа гміни становила 187.96 км², у тому числі:
- орні землі: 23.00%
- ліси: 68.00%

Таким чином, площа гміни становить 6.30% площі повіту.
Площа зменшилася на 64,64 км² внаслідок відділення 1 січня 2025 року гміни Грабівка.

## Населення
Станом на 31 грудня 2011:
| Опис     | Загалом | Загалом | Чоловіки | Чоловіки | Жінки | Жінки |
| -------- | ------- | ------- | -------- | -------- | ----- | ----- |
| одиниця  | осіб    | %       | осіб     | %        | осіб  | %     |
| все      | 13923   | 100     | 6763     | 48.57    | 7160  | 51.43 |
| міське   | 4693    | 100     | 2230     | 47.52    | 2463  | 52.48 |
| сільське | 9230    | 100     | 4533     | 49.11    | 4697  | 50.89 |

## Сусідні гміни
Гміна Супрасль межує з гмінами: Васильків, Грабівка, Ґрудек, Заблудів, Сокулка, Чарна-Білостоцька, Шудзялово.